# Wijk aan Zee

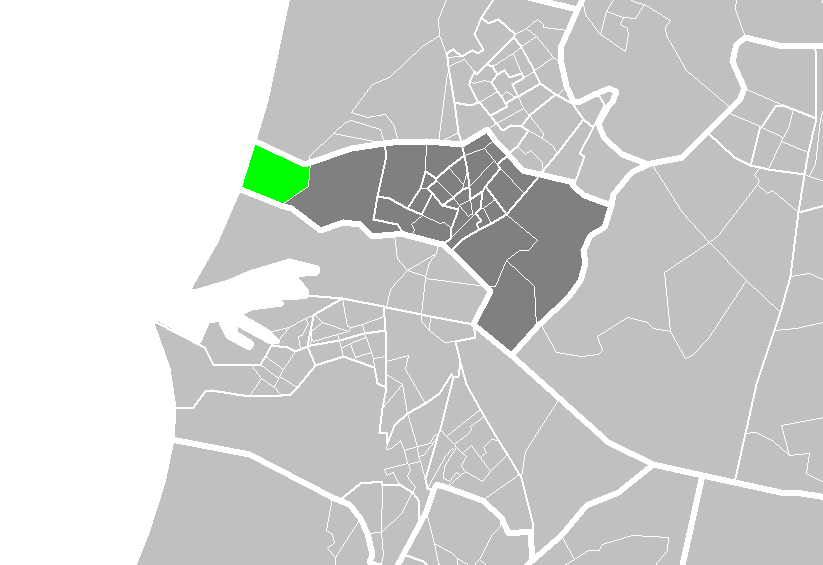
Wijk aan Zee na mapie magistratu Beverwijk

Wijk aan Zee – miejscowość turystyczna w Holandii, na wybrzeżu Morza Północnego, w gminie Beverwijk, 20 km od Amsterdamu. 
Wijk aan Zee liczy około 3 tys. mieszkańców, jest znane z prestiżowego turnieju szachowego, rozgrywanego corocznie z udziałem czołowych szachistów świata.